# درة گلة بر اشكفت (دشت روم)
درة گلة بر اشکفت (بالفارسية: دره کلگه پراشکفت) هي قرية تقع في إيران في قسم دشت روم الريفي. يقدر عدد سكانها بـ 23 نسمة بحسب إحصاء 2016.